# Fútbol en los Países Bajos

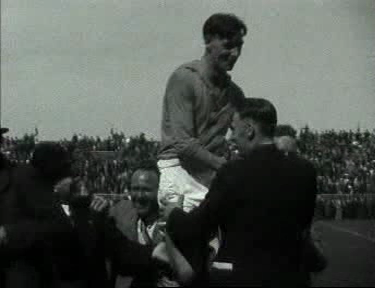
Final del campeonato de los Países Bajos entre Feyenoord y Ajax

El fútbol es uno de los deportes más populares en los Países Bajos. Fue introducido por Pim Mulier cuando en 1879 fundó el Haarlemsche Football Club. Este deporte pronto ganó popularidad dentro del país cuando a finales del siglo XIX y principios del siglo XX se fundaron varios clubes, entre ellos el Sparta Rotterdam (1888), el Ajax de Ámsterdam (1900), el ADO Den Haag (1905) el Feyenoord de Róterdam (1908) y el PSV Eindhoven (1913).

## Clubes
Tres clubes se han repartido históricamente casi todos los títulos de la Eredivisie (liga neerlandesa). Estos clubes son el Ajax Ámsterdam campeón de la liga en 21 ocasiones, el PSV Eindhoven campeón en 18 ocasiones y el Feyenoord de Róterdam campeón en 9 más. Además el Ajax ha ganado 17 títulos de la Copa de los Países Bajos y 7 de la Supercopa de los Países Bajos. El PSV ha ganado 8 copas y 7 supercopas, en tanto que el Feyenoord ha ganado 11 copas y 2 supercopas.
La federación holandesa de fútbol fue fundada el 8 de diciembre de 1889, y se unió a la FIFA en 1904 como uno de sus miembros fundadores.
El fútbol profesional fue introducido en 1954, con el establecimiento de la Asociación de Fútbol Profesional de los Países Bajos (Nederlandse Beroeps Voetbal Bond en neerlandés, o NBVB). El primer partido profesional se jugó el 14 de agosto de 1954, entre el Alkmaar '54 y el SC Venlo. La Real Federación se había opuesto por mucho tiempo a la idea de profesionalizar el fútbol, pero se fusionó con la NBVB en noviembre de 1954, para crear una nueva asociación de fútbol y una liga profesional.
El nivel más alto en el fútbol de los Países Bajos se denomina Eredivisie (o división de honor), y la división inmediatamente inferior es la Eerste Divisie. En el tercer nivel se encuentra la Tweede Divisie, que es de carácter semi-profesional. Más abajo, existen otras seis divisiones dentro del fútbol amateur.

## Selección nacional
La selección nacional es una de las mayores potencias futbolísticas mundiales. Ha ganado la Eurocopa de 1988, además de haber sido tercero en 1976 y semifinalista en 2000 y 2004. A nivel mundial, ha llegado a tres finales en su historia: en 1974, 1978 y 2010, siendo subcampeón en todas ellas.
El equipo viste tradicionalmente de color naranja, porque en la década de 1970 fue apodado La Naranja Mecánica, cuando practicaba el esquema táctico de fútbol total.
Robin van Persie es el mayor goleador del equipo nacional con 50 goles, aunque sus mayores figuras históricas han sido Johan Cruyff, subcampeón de la Copa Mundial de Fútbol en 1974 y Marco van Basten, campeón de la Eurocopa en 1988. Ambos jugadores han ganado en tres ocasiones el Balón de Oro, siendo junto a Michel Platini los jugadores con más galardones de la historia.

## Sistema de ligas

### Profesionalismo
| Nivel | Ligas o divisiones        |
| ----- | ------------------------- |
| 1     | Eredivisie 18 equipos     |
| 2     | Eerste Divisie 20 equipos |

### Amateurismo
| Nivel | Ligas o divisiones                                                        |
| ----- | ------------------------------------------------------------------------- |
| 3     | Tweede Divisie 18 equipos                                                 |
| 4     | Derde Divisie 36 clubes divididos en 2 grupos                             |
| 5     | Vierde Divisie 64 clubes divididos en 4 grupos                            |
| 6     | Eerste Klasse 154 clubes divididos en 11 grupos                           |
| 7     | Tweede Klasse 308 clubes divididos en 22 grupos                           |
| 8     | Derde Klasse 616 clubes divididos en 44 grupos                            |
| 9     | Vierde Klasse divididos en 64 grupos, cada grupo tiene 12, 13 o 14 clubes |
| 10    | Vijfde Klasse divididos en 37 grupos, cada grupo tiene 12, 13 o 14 clubes |

## Torneos de copa
- Copa de los Países Bajos: Participan 82 clubes -profesionales y amateurs- a eliminación directa.
- Supercopa de los Países Bajos: Torneo en el que participa el campeón de liga y el campeón de copa.

### Otros torneos
- KNVB Amateur Cup: Torneo de copa donde participan los clubes amateur del país.
- Districtsbeker: Torneo de copa donde juegan los clubes amateur de los distintos distritos del país.
- KNVB Reserves Cup: Torneo destinado a los clubes reservas.

- Datos: Q586335
- Multimedia: Association football in the Netherlands / Q586335